# 1976年日本

## 政府
- 天皇：裕仁
- 內閣總理大臣：三木武夫→福田赳夫

## 大事紀
- 3月2日：一枚計時炸彈在札幌市北海道政府大厅发生爆炸，造成2人死亡，95人受伤。[1]
- 神户市中央区一起摩托车团伙袭击警察，导致一名记者死亡，20名警察受伤。
- 9月6日：蘇聯飛官維克多·別連科駕駛米格-25降落在函館機場投誠，後移居美國。
- 12月1日：白色戀人上市。
- 12月5日：第34屆眾議院議員總選舉舉行投開票。
- 12月24日：三木武夫卸任內閣總理大臣，由福田赳夫接任。福田赳夫內閣成立。

## 出生
- 2月24日——石井真，配音員。
- 3月16日——野島健兒，配音員。
- 3月29日——浪川大輔，配音員。
- 4月29日——河原木志穗，配音員。
- 9月9日——松風雅也，配音員。
- 12月5日——觀月亞里莎，演員。